# Follow You/Cutthroat
Follow You/Cutthroat è un singolo del gruppo musicale statunitense Imagine Dragons, pubblicato il 12 marzo 2021 come primo estratto dal quinto album in studio Mercury - Act I.

## Descrizione
Follow You è stato ispirato dalla relazione del frontman Dan Reynolds con sua moglie Aja Volkman. Reynolds ha scritto la canzone subito dopo aver ricevuto un messaggio dalla Volkman, non avendo parlato con lei per sette mesi, mentre stava andando a concludere le procedure per il loro divorzio. A proposito del processo di scrittura, ha rivelato:

## Video musicale
Il 16 marzo 2021 è stato pubblicato il video musicale per Follow You, diretto da Matt East. Girato al Venetian Resort Las Vegas a Las Vegas, il video ha visto la partecipazione di Kaitlin Olson e Rob McElhenney.

## Tracce
CD, 7", download digitale
1. Follow You – 2:55 (Dan Reynolds, Wayne Sermon, Ben McKee, Daniel Platzman, Joel Little, Elley Duhé, Fran Hall)
2. Cutthroat – 2:49 (Dan Reynolds, Wayne Sermon, Ben McKee, Daniel Platzman)

Download digitale – Summer '21 Version
1. Follow You (Summer '21 Version) – 2:52 (Dan Reynolds, Wayne Sermon, Ben McKee, Daniel Platzman, Joel Little, Elley Duhé, Fran Hall)

## Classifiche
Le posizioni sotto indicate fanno riferimento a Follow You.

### Classifiche settimanali
| Classifica (2021)                | Posizione massima |
| -------------------------------- | ----------------- |
| Austria                          | 34                |
| Belgio (Fiandre)                 | 15                |
| Belgio (Vallonia)                | 2                 |
| Canada                           | 47                |
| Croazia                          | 21                |
| Francia                          | 41                |
| Germania                         | 49                |
| Italia                           | 28                |
| Libano                           | 6                 |
| Lituania                         | 38                |
| Norvegia                         | 40                |
| Paesi Bassi                      | 26                |
| Polonia                          | 1                 |
| Portogallo                       | 109               |
| Regno Unito                      | 100               |
| Repubblica Ceca                  | 14                |
| Russia                           | 6                 |
| Slovacchia                       | 18                |
| Stati Uniti                      | 68                |
| Stati Uniti (rock & alternative) | 7                 |
| Svezia                           | 78                |
| Svizzera                         | 23                |
| Ucraina                          | 5                 |

### Classifiche di fine anno
| Classifica (2021) | Posizione |
| ----------------- | --------- |
| Belgio (Fiandre)  | 38        |
| Belgio (Vallonia) | 7         |
| Croazia           | 55        |
| Francia           | 71        |
| Italia            | 95        |
| Paesi Bassi       | 95        |
| Polonia           | 21        |
| Russia            | 9         |
| Svizzera          | 40        |
| Ucraina           | 35        |
| Classifica (2022) | Posizione |
| Russia            | 136       |
| Ucraina           | 65        |
| Classifica (2023) | Posizione |
| Ucraina           | 194       |